# Dexus
Die Dexus Property Group ist ein australischer Immobilieninvestmentfonds mit Sitz in Sydney. Die Haupttätigkeit der Gesellschaft besteht darin, Immobilienvermögen zu besitzen, zu verwalten und zu entwickeln sowie Immobilienfonds im Auftrag von Drittinvestoren zu verwalten. Dexus investiert nur in Australien und besitzt direkt Büro- und Industrieimmobilien im Wert von 15,6 Milliarden US-Dollar. Das direkt im Besitz sich befindende Portfolio besteht hauptsächlich aus Büroimmobilien in den zentralen Geschäftsvierteln von Sydney, Melbourne, Brisbane, und Perth, die langfristig gehalten werden.
Dexus verwaltet weitere Büro-, Einzelhandels-, Industrie- und Gesundheitsimmobilien im Wert von 16,2 Milliarden A$ für Drittkapitalpartner mit einer konzernweiten Entwicklungs- und Konzept-Pipeline von 9,3 Milliarden A$.
Die Gesellschaft ist im S&P/ASX 50 notiert.

## Geschichte
Die Geschichte von Dexus geht auf die Deutsche Bank, zurück, die von 1984 bis 2004 mehrere Immobilienfonds extern verwaltet hat.
- 1984: Deutsche Industrial Trust (DIT) wird an der ASX gelistet.
- 1984: Deutsche Diversified Trust (DDF) wird an der ASX gelistet.
- 1998: Deutsche Office Trust (DOT) wird an der ASX gelistet.
- 2001: Die Gesellschaft erwirbt DWPF Management Rechte.
- 2004: DDF, DIT, DOT werden im DB RREEF Trust zusammengefasst. 50 % der Verwaltungsrechte werden von der Deutschen Bank erworben.
- 2008: DB RREEF Trust wird in Dexus umbenannt. Die verbleibenden Verwaltungsrechte werden von der Deutschen Bank erworben.
- 2014: Dexus bildet eine Partnerschaft mit dem Future Fund Dexus und dem Canada Pension Plan (CPA). Die Gesellschaft übernimmt das Büroportfolio von CPA in Höhe von 3,4 Milliarden A$.
- 2016: Bürokomplexe werden an 5 Martin Place, Sydney, 480 Queen Street, Brisbane und Kings Square in Perth eröffnet.